# إعادة حياة العصر البلستوسيني البرية

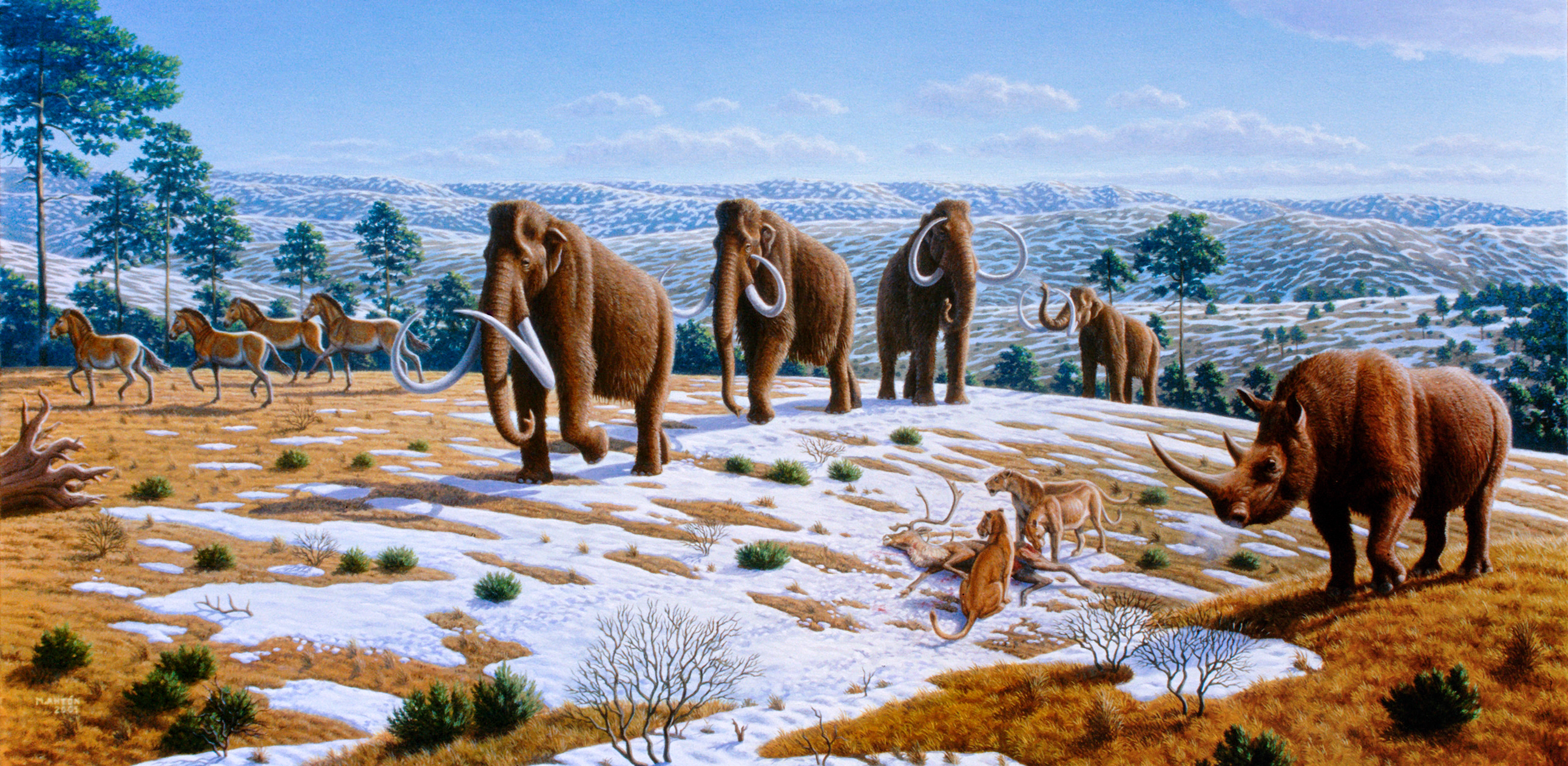

تتضمن إعادة حياة العصر البلستوسيني البرية الدعوة إلى إعادة تقديم حيوانات البليستوسين الضخمة، أو ما يعادلها من الحياة البيئية. تشمل امتدادات هذه العملية إعادة إدخال الأنواع إلى المناطق التي انقرضت فيها في التاريخ الحديث (قبل مئات السنين أو أقل). 
مع اقتراب نهاية العصر البلستوسيني (منذ ما يقرب من 13 ألف إلى 10 آلاف عام)، تضاءلت أعداد حيوانات البليستوسين الضخمة في أوراسيا وأستراليا وجنوب وشمال أمريكا واقتربت من الانقراض، في ما أطلق عليه اسم «أزمة انقراض الرباعي». مع فقدان أنواع آكلات العشب والحيوانات المفترسة، لم تعد الأنماط الحياتية الهامة لعمل النظام البيئي متوفرة. على حد قول عالم الأحياء تيم فلانري، «منذ سقوط الحيوانات الضخمة قبل 13 ألف سنة، كانت القارة تعاني من نظام حيواني غير متوازن بشكل خطير». هذا يعني، على سبيل المثال، أن على مديري الحدائق الوطنية في أمريكا الشمالية اللجوء إلى عملية العزل من أجل إبقاء أعداد الحافريات تحت السيطرة. 
ذكر باول إس. مارتن (صاحب فرضية القتل المفرط لحيوانات العصر البلستوسيني) أن النظم البيئية الحالية في أمريكا الشمالية لا تعمل بشكل مناسب في غياب حيوانات البليستوسين الضخمة، لأن الكثير من النباتات والحيوانات الأصلية تطورت ونمت تحت تأثير الثدييات الكبيرة. 

## الآثار البيئية والتطورية
تظهر الأبحاث أن التفاعلات بين الأنواع المختلفة تلعب دورًا محوريًا في جهود الحفاظ على البيئة، وقد تكون المجتمعات التي تطورت ونمت فيها الأنواع تحت تأثير حيوانات البليستوسين الضخمة (ولكنها خالية الآن من هذه الثدييات الكبيرة) معرضة لخطر الفقدان والانهيار. معظم حيوانات البليستوسين الضخمة الحية مهددة بالخطر أو الانقراض، كما أن لها تأثيرًا كبيرًا على المجتمعات التي تعيش فيها، وهو ما يدعم فكرة أن هذه المجتمعات قد تطورت ونمت تحت تأثيرها. يمكن لعملية إعادة حياة العصر البلستوسيني البرية توفير ملاذ إضافي للمساعدة في الحفاظ على الإمكانيات التطورية للحيوانات الضخمة. ستسهم عملية إعادة إدخال حيوانات البليستوسين الضخمة إلى أمريكا الشمالية في المحافظة عليها، وكذلك إحياء الأنماط الحياتية البيئية التي ظلت شاغرة منذ العصر البلستوسيني. 

## حيوانات محتملة لإعادة الإدخال (أمريكا الشمالية)
تهدف عملية إعادة حياة العصر البلستوسيني البرية إلى دعم الحيوانات الموجودة هناك، وإعادة إدخال أجناس منقرضة في جنوب غرب ووسط الولايات المتحدة. تعتبر الحيوانات الأصلية أول أجناس مقترحة في إعادة الإدخال. كانت سلحفاة بولسون منتشرة بشكل كبير خلال العصر البلستوسيني، وظلت شائعة أثناء العصر الهولوسيني حتى العصر الحديث، وسيكون إعادة إدخالها من شمال المكسيك خطوة ضرورية لإعادة تكوين رطوبة تربة العصر البلستوسيني، والتي من شأنها تحسين الأراضي العشبية والشجيرية الموجودة، وتوفير الموئل اللازم لنمو العاشبات المقرر إعادة إدخالها أيضًا. قد يتم إدخال أنواع السلاحف الكبيرة الأخرى في وقت لاحق لملء دور أنواع مختلفة من الهسبروتستودو (باللاتينية: Hesperotestudo). لكن، ولكي ينجح علماء البيئة، يجب عليهم أولًا تقديم الدعم للحيوانات الموجودة بالفعل في المنطقة.
يعتبر الظبي الأمريكي، الموجود في معظم المناطق الغربية بعد أن كان قد انقرض تقريبًا، حيوانًا مهمًا لإحياء النظام البيئي القديم، كما أنه من الحيوانات الأصلية في المنطقة، التي كانت يوما ما تدعم أعدادًا كبيرة من الأنواع المنقرضة من نفس العائلة. تسكن في السهول الكبرى والمناطق القاحلة الأخرى في الغرب والجنوب الغربي.
وصل عدد بيسون السهول إلى الملايين خلال العصر البلستوسيني ومعظم العصر الهولوسيني، لكن المستوطنين الأوروبيين تسببّوا في انقراضهم تقريبًا في أواخر القرن التاسع عشر. نمت أعداد بيسون السهول في العديد من مناطق عيشه السابقة، كما أنه منخرطٌ في العديد من المشاريع المحلية لإعادة الحياة البرية في وسط غرب الولايات المتحدة.
يوجد كبش الجبال الصخرية والماعز الجبلي ذو القرون الكبيرة بالفعل في المناطق الجبلية المحيطة، بالتالي فهي لا تشكل مشكلة في إعادة الحياة البرية إلى المناطق الجبلية. يجري بالفعل إدخال الماعز الجبلي إلى المناطق التي كان يقطنها سابقا أوريامنوس هارينغتوني، وهو قريب جنوبي انقرض في نهاية العصر البلستوسيني. ستكون عملية إعادة إدخال الأنواع غير المنقرضة من الغزلان إلى مناطق الغابات مفيدةً للنظم البيئية التي تشغلها، إذ ستسهم في توفير العناصر الغذائية الغنية لها، والمساعدة على الحفاظ عليها، وتشمل هذه الأنواع: الأيل طويل الأذنين، والأيل أبيض الذيل، والإلكة.
من أنواع آكلات الأعشاب التي تعتبر مفيدة للنظم البيئية الإقليمية الحيوان البقري ذو الياقة، وهو حيوان يشبه الخنزير، وكان موجودًا بكثرة في العصر البلستوسيني. رغم أن هذا النوع (جنبًا إلى جنب مع الحيوان البقري ذي الرأس المسطح والأنف الطويل) انقرض في العديد من مناطق أمريكا الشمالية، فإن أقربائه من صنفه ما زالت حيّةً في أمريكا الوسطى والجنوبية، ولا يزال بالإمكان العثور عليه في جنوب أريزونا، ونيومكسيكو، وتكساس. قد يكون بإمكان بقري الشاكو، الذي يشبه إلى حد كبير الحيوان البقري ذي الرأس المسطح، أن يحل مكانه في مناطق السهول العظمى والجنوب.
نشأت الخيول في أمريكا الشمالية ووصلت إلى آسيا عبر جسر العصر الجليدي البري، ولكنها انقرضت في موطن نشأتها مع الماموث وكسلان الأرض. تعتبر المراعي العشبية البلستوسينية في أمريكا الشمالية موطن الحصان الحديث، وبامتداده فهي موطن الحصان البري أيضًا. تتكيف الخيل البرزوالسكية بشكل جيد مع المناطق القاحلة والمراعي العشبية، ويمكن أن تُقدم كبديل عن قريبها من أمريكا الشمالية، خيل إيكوس سكوتي. قد تكون الخيول ذات الأرجل الطويلة القوية قريبة شكليًا من الحمار البري الإفريقي، والأخدر، وفرأ التبت. تشمل الحيوانات التي تتفرس هذه الأنواع من الخيول الأسود والذئاب. 
إلى جانب الحصان البري، ازدهرت ونمت الجمال في المناطق الجافة في أمريكا الشمالية، وعلى الرغم من انقراضها هناك، إلا أنها ما زالت موجودة في أمريكا الجنوبية حتى اليوم، وتشمل: جمال الغوناق، والفكونة، واللاما، والألبكة. تربط أمريكا الشمالية الجمليات في أمريكا الجنوبية مع تلك الموجودة في العصور القديمة (الجمل العربي، والجمل ذو السنامين، والجمل الوحشي). تقترح عملية إعادة حياة العصر البلستوسيني البرية إعادة إدخال أقرباء أنواع الجمال في أمريكا الشمالية. من بين المرشحين الجمل ذو السنامين ليحل محل جمل كامليوبس، وجمل الغوناق ليحل محل  جمل هيماوشينايا، وجمل الفكونة ليحل محل جمل باليولاما. يمكن لهذه الأنواع العيش في المناطق القاحلة والأراضي العشبية في أمريكا الشمالية. تواجه الجمال الحرة الحيوانات المفترسة الموزعة إقليميًا، والتي تشمل الذئاب والأسود. يعد أسد الجبال المفترس الرئيسي لكل من جمل الفكونة والغوناق. 
خلال العصر البلستوسيني، كانت هناك أنواع من التابير موجودة في أمريكا الشمالية مع العديد من المتغيرات الإقليمية، انقرض في نهاية العصر البلستوسيني، ولكن نجا أقربائه من صنفه في آسيا وأمريكا الجنوبية. يعد التابير الجبلي خيارًا ممتازًا لإعادة الحياة البرية في المناطق الرطبة، مثل المناطق القريبة من البحيرات والأنهار، كما أنه النوع الوحيد غير الاستوائي وغير المنقرض من التابير، ومفترسوه هم: اليغور، والدببة، والأسود الجبلية. تشمل مناطق الإدخال الجيدة النظم البيئية الحرجية في الساحل الغربي والشرقي، والنظام البيئي للمناطق الشبيهة بالغابة أو الرطبة في الجنوب.